# کنت گی دو پونتیو

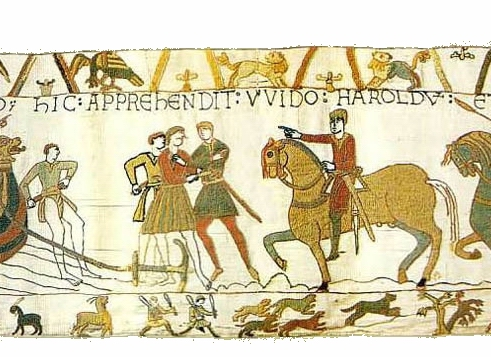
گی دو پونتیو در فرشینه بایو هنگام دستگیری هارولد گادوینسون و همراهانش

کنت گی دو پونتیو (فرانسوی: Guy Ier de Ponthieu)، (زاده دهه دوم سده یازدهم - درگذشت اکتبر ۱۱۰۰) یکی از فئودال‌های فرانسوی در منطقه پونتیو در ناحیه پیکاردی در فرانسه و فرزند هیو دوم ، کنت پونتیو بود. وی پس از مرگ برادرش انگوراند دوم به قدرت رسید. وی هم دوره ویلیام فاتح دوک نورماندی و مصادف با حمله نرمن‌ها به انگلستان بوده است. در فرشینه بایو وی هنگام دستگیر کردن هارولد گادوینسون و همراهانش به نمایش درآمده است.